# CBGB (film)
CBGB 2013-ban bemutatott amerikai–japán történelmi film, az egykor New Yorkban működő koncerthelyszínről, a legendás CBGB klubról. A főszerepben Alan Rickman látható.
Az Amerikai Egyesült Államokban 2013. október 3-án mutatták be, Magyarországon kizárólag TV-ben sugározták szinkronizálva. Általánosságban negatív értékeléseket kapott a kritikusoktól. A Metacritic oldalán a film értékelése 30% a 100-ból, ami 17 véleményen alapul. A Rotten Tomatoeson 8%-os minősítést kapott, 37 értékelés alapján.

## Cselekménye
New York legendás punk-rock klubjának három évét, az 1974-76 közötti időszakot öleli fel a film. Ez az az időszak, amikor a Television, a Ramones, a Talking Heads és Patti Smith is rendszeresen fellépett a CBGB-ben. A zenekarok és történeteik mellett a tulajdonos Hilly Kristal sztorijára fókuszál. Két csődeljárás után Hilly Kristal 1973-ban megvásárolja a New York-i Palace bárt. Az álma az volt, hogy egy színpadon hozza össze a country, a bluegrass és a blues műfaj – rövidítve CBGB -legjobbjait, aki eredeti zenét játszanak. Amikor nehézségekbe ütközött a zenekarok egyeztetése, Kristal megnyitotta a bár kapuit más műfajok előtt is. A CBGB végül így vált a földalatti rock 'n' roll és punkzene szülőhelyévé. Többek között olyan együttesek indultak innen, mint a Blondie, a Talking Heads és a The Police.

## Szereplők
| Színész          | Szereplő       | Magyar hang       |
| ---------------- | -------------- | ----------------- |
| Alan Rickman     | Hilly Kristal  | Epres Attila      |
| Ashley Greene    | Lisa Kristal   | Csifó Dorina      |
| Malin Åkerman    | Debbie Harry   | Nemes Takách Kata |
| Freddy Rodriguez | Idaho          | Varju Kálmán      |
| Ryan Hurst       | Mad Mountain   | Sarádi Zsolt      |
| Joel Moore       | Joey Ramone    | Szalay Csongor    |
| Kyle Gallner     | Lou Reed       |                   |
| Taylor Hawkins   | Iggy Pop       |                   |
| Stana Katić      | Genya Ravan    | Eke Angéla        |
| Rupert Grint     | Cheetah Chrome | Berkes Bence      |
| Justin Bartha    | Stiv Bators    |                   |